# Royal Society of British Artists
La Royal Society of British Artists (RBA) es una organización artística británica creada en 1823 con el nombre de Society of British Artists como alternativa a la Royal Academy. 

## Historia
Comenzó contando con veintisiete miembros, pero a partir de 1876 contó con cincuenta. Cualquier miembro que quisiese darse de baja debía avisar con tres meses de antelación y pagar una multa de 100£. Las dos primeras exposiciones de la RBA se llevaron a cabo en 1824, a partir de este momento se realizaría una o dos exposición anualmente.
Actualmente cuenta con 115 miembros electos que participan en una exhibición anual acogida en estos momentos en las Mall Galleries, en Londres. La anterior galería de la sociedad fue una construcción diseñada por John Nash en Suffolk Street. La reina Victoria les concedió la Carta Real en 1887.[cita requerida] Es una de las nueve sociedades que forman la Federación de Artistas Británicos, quienes administran las Mall Galleries, junto a Trafalgar Square.[cita requerida]
Sus registros ―pinturas y dibujos― entre 1823-1985 se encuentran en el Museo de Victoria y Alberto.

## Presidentes

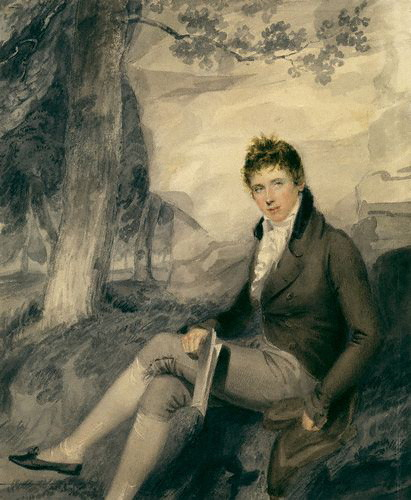
Retrato de Henry John Temple, tercer vizconde de Palmerston (1748-1865), elaborado por Thomas Heaphy, primer presidente de la Royal Society of British Artists

- 1824 Thomas Heaphy
- 1825 Thomas Christopher Hofland
- 1826 John Glover (artista)
- 1827 John Wilson (pintor)
- 1828 Henry Hoppner Meyer
- 1829 Clarkson Frederick Stanfield
- 1830 James Holmes (artista)
- 1831 David Roberts
- 1832 Richard Barrett Davis
- 1833 George Stevens (artista)
- 1834 Elias Childe
- 1835 Edward Prentis
- 1836 Frederick Yates Hulstone
- 1837 William Linton (artista)
- 1838 Joseph William Allen
- 1839 George Maddox
- 1840 Eugenio Honorius Latilla
- 1841 Frederick Yeates Hulstone
- 1870 Alfred Clint
- 1881 John Burr
- 1886 James McNeill Whistler
- 1887 Sir Wyke Bayliss
- 1906 Sir Alfred East
- 1913 Sir Frank Brangwyn
- 1919 Solomon Joseph Solomon
- 1928 Walter Richard Sickert
- 1930 Philip de László
- 1931 Bertram Nicholls
- 1947 John Copley (artista)
- 1950 Hesketh Hubbard
- 1956 Edward Halliday
- 1974 Peter Greenham
- 1982 Peter Garrard
- 1987 Tom Coates (artista)
- 1993 Colin Hayes (artista)
- 1998 Cav. Romeo Di Girolamo
- 2009 James Horton